# 민간인출입통제구역

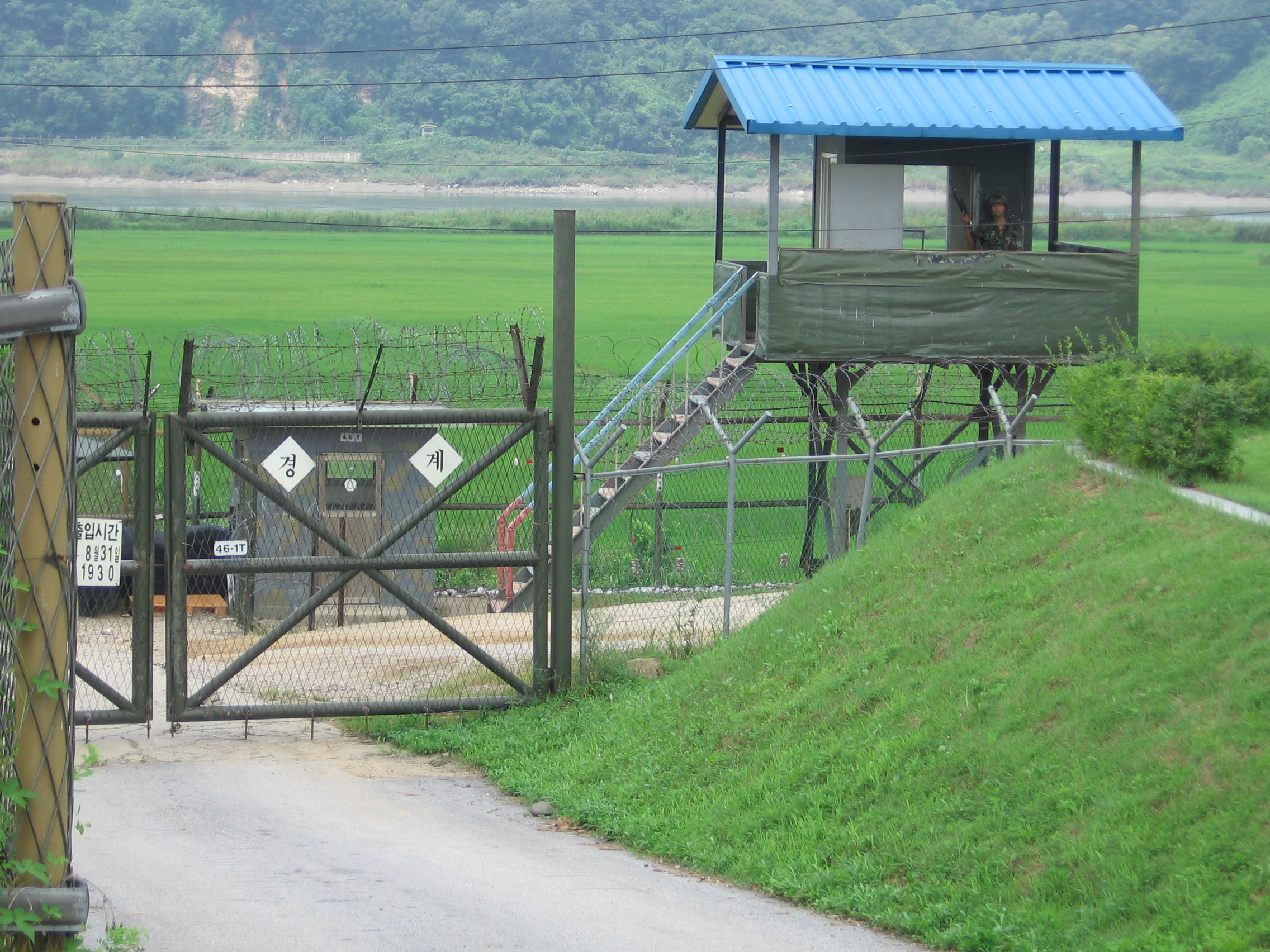
두 번째 철책 너머가 민간인출입통제선이다.

민간인출입통제구역(民間人出入統制區域, 영어: Civilian Control Zone, CCZ)은 군사분계선 인근의 군사 작전 및 방구시설 보호와 보안유지 등의 목적으로 민간인의 출입을 제한하는 구역이다. 비무장지대(非武裝地帶, Demilitarized Zone, DMZ)의 남방한계선 남쪽 5~10 km에 걸쳐 있는 민간인의 출입이 제한된 지역으로, 이 지역을 구분하는 경계선을 민간인출입통제선(民間人出入統制線, 영어: Civilian Control Line, CCL)이라고 부른다.

## 귀농선
민통선은 1954년 2월 미8군이 군사시설 보안 등을 목적으로 민간인의 경작행위를 규제하기 위해 설정한 귀농선(歸農線)에서 시작되었다. 미군은 귀농선 이북의 민간인 출입을 금지하였는데, 군사분계선의 방어 임무를 대한민국 국군이 담당하면서 1958년 6월 군 작전 및 보안상 지장이 없는 범위에서 출입영농과 입주영농이 허가되었고, 귀농선은 '민간인 출입통제선'으로 명칭이 바뀌었다.

## 범위
강원특별자치도 철원군·화천군·양구군·인제군·고성군과 경기도 연천군·파주시·김포시, 인천광역시 강화군 등 1개 광역시·1개 도·1개 특별자치도, 9개 시·군, 24개 읍·면, 213개 리(민간인 미거주 지역 포함)에 걸쳐 있다.

## 특성
민간인출입통제구역은 비무장지대가 아니므로 많은 군사 시설이 설치되어 있고, 특히 지뢰가 많이 매설되어 있다.
해당 구역 내에서는 군사 작전 및 보안 유지에 지장이 없는 범위에서 민간인의 영농을 위한 토지 이용이 허용되지만, 경작권을 제외한 토지소유권의 행사, 지역 내의 출입과 행동 등 국민의 자유와 기본권이 국가안보상의 필요에 의해 통제되고 있다.

## 민북마을
민북마을은 민간인출입통제구역 이북에 있는 마을이다.

## 같이 보기
- 한반도 군사 분계선(MDL)
- 한반도 비무장 지대(DMZ)